# جيمس بي. درو
جيمس بي. درو (بالإنجليزية: James B. Drew)‏ هو قاضي أمريكي، ولد في 27 أبريل 1877 في بيتسبرغ في الولايات المتحدة، وتوفي بنفس المكان في 5 سبتمبر 1953.